# Лвовек
Лвовек (пољ. Lwówek) град је у Пољској у Војводству великопољском. По подацима из 2012. године број становника у месту је био 3052.

## Становништво
| 2012. |
| ----- |
| 3.052 |

## Партнерски градови
- Kazlų Rūda
- Шартр де Бретањ